# 再び白いライラックが咲いたら (曲)
「再び白いライラックが咲いたら」（ドイツ語: Wenn der weiße Flieder wieder blüht）は、フリッツ・ロッターの作詞、フランツ・デーレの作曲による歌。日本語では広く「すみれの花咲く頃」として知られる。1928年にベルリンのコミッシェ・オーパーで上演されたレビュー『なんと驚いた-1000人の女』の劇中歌として発表された。レビュー自体は、当時売り出し中のハンス・アルバースがシャンデリアから水槽に飛び込むという派手な演出も幸いし、話題を集めた。当時のドイツ語圏を初めとするヨーロッパ各地でさまざまな言語版によりカバーされ、特にフランスでは「白いリラが咲くとき」（フランス語: Quand refleuriront Les Lilas blanc）と翻訳され、多くの歌手に歌われた。元々の Flieder は一般的にライラック（フランス語では「リラ」）のことで、北ドイツではニワトコ属の花の俗称でもある。

## 日本語版
楽曲は1928年、宝塚歌劇団の創始者である小林一三の命により渡欧していた白井鐵造の知るところとなり、白井が大日本帝国に帰国後、日本語の歌詞を付け、1930年に宝塚歌劇団で発表した作品『パリゼット』の劇中歌として使用された。『パリゼット』のレコードは東京だけで公演前に8万枚を売り上げて当時の宝塚歌劇のレコードとしては異例の大ヒットになり、この曲はその後永きに亘って、宝塚歌劇団の団歌ではないが、宝塚歌劇団を象徴する歌として定着した。なお、スミレは宝塚市の花である。
宝塚歌劇団以外でも、高英男や岸洋子などのシャンソン歌手が「リラの花咲く頃」として歌っている。原詩の表記で宝塚歌劇団の歌詞と同様に、フリッツ・リッターと表記される場合がほとんどであるが、白井はパリで聴いたものを訳したため、原詩よりはフランス語の翻訳版であるリーブレの訳詩の日本語訳に近い。
大阪府池田市の図書資料館「池田文庫」で見つかった白井の翻訳ノートによると、リラを日本人に親しみやすい「すみれ」に変え、大幅に書き換えた現在の歌詞になったとしている。なお、1951年に岡本敦郎が歌った「リラの花咲く頃」は、寺尾智沙により作詞、田村しげるにより作曲されており、本曲とは関係ない。

## 映画
1953年、本楽曲をモチーフとした映画『再び白いライラックが咲いたら』（原題：Wenn der weiße Flieder wieder blüht ）が西ドイツで制作された。

## 日本での二次使用

### 鉄道会社の発車メロディ
- 東日本旅客鉄道（JR東日本）：白岡駅・新白岡駅で使用（メロディの制作は永楽電気。かつては佐原駅、矢板駅、那須塩原駅、箱根ケ崎駅でも使用されていた）。
- 阪急電鉄：宝塚歌劇100周年を記念して、2014年3月21日の始発より宝塚本線の宝塚駅において発車メロディとして採用された[4]。

### その他
- 阪急百貨店：開店の案内放送の際にオルゴールアレンジの本曲が起用されている。
- 阪神競馬場競馬ファンファーレ：2014年・2015年に本曲をアレンジしたオリジナルファンファーレを「花のみちステークス」（2014年は「宝塚歌劇100周年記念・花のみち特別」）で使用（2016年以降通常ファンファーレで施行）。
- 福島県田村市大越町：防災行政無線
- 福島中央市民プール
- 東京都三鷹市：市役所の時報
- 兵庫県宝塚市：防災行政無線

## カバー
各国語によってカバーされており、翻訳先の言語によって、原詩のドイツ語からは少しずつ異なったニュアンスの詩となっている場合が多い。
- ドイツ語：リヒャルト・タウバー、コメディアン・ハルモニスト、リアーネ・アウグスティン、マックス・ラーベ、ヴィリー・フリッチュ、鮫島有美子
- フランス語："Quand refleuriront les lilas blancs"  マックス・ロージェ、ティノ・ロッシ、ダニエル・ビダル
- 英語："When The Lilac Blooms Again"　アル・ボウリィ
- スウェーデン語："Vill Ni Se En Stjärna"　ツァラー・レアンダー
- 日本語：「すみれの花咲く頃」（白井鐵造訳）宝塚歌劇団、歌劇団の出身者によって歌われることが多い
- 日本語：「リラの花の咲くころ」（中原淳一訳）高英男